# Wojska Ochrony Pogranicza
La Wojska Ochrony Pogranicza (WOP) (« Forces de protection des frontières ») était la force la force militaire des gardes-frontières pendant le régime communiste en Pologne. Elle a compté jusqu'à 20 000 soldats,.

## Histoire
Le bouclage de la ligne Oder-Neisse (la nouvelle frontière avec l'Allemagne) par trois divisions d'infanterie de la 2e armée polonaise jusqu'au 10 juin 1945 peut être considéré comme l'acte fondateur de cette force. En novembre 1945, onze divisions d'infanterie et un corps de chars avaient été créés pour garder toutes les frontières de l'État polonais. La WOP a été officiellement fondée le 13 septembre 1945.
Le 20 mars 1948, la WOP est réorganisée en brigades, réparties dans les localités suivantes : Szczecin, Koszalin, Gdańsk, Kętrzyn (école des officiers), Białystok, Chełm, Przemyśl, Nowy Sącz, Gliwice, Kłodzko, Lubań et Krosno Odrzańskie.
Pour sécuriser la frontière maritime, une brigade fut créée à Gdańsk, qui comptait trois divisions à Gdańsk-Westerplatte, Kołobrzeg et Świnoujście.
La proportion d'ouvriers et d'agriculteurs parmi les officiers de cette force était de 78 % en 1949. Les soldats venaient pour la plupart de l'Armée populaire polonaise. A cette époque, 5 % des troupes étaient des citoyens de l'Union soviétique ou d'anciens officiers de l'Armée rouge — dont notamment le premier commandant de la WOP, le colonel Gwidon Czerwiński.
Au cours de son existence, la responsabilité de la WOP a changé à plusieurs reprises entre le ministère de la Défense et le ministère de l'Intérieur, même si l'orientation militaire des troupes a toujours été maintenue.
Au début des années 1980, les unités et le matériel de la WOP ont été utilisés pour réprimer les manifestations contre la promulgation de la loi martiale en Pologne.
Le 16 mai 1991, la WOP est transformé en force de police, la Straż Graniczna (SG).

## Illustrations

Galerie
Insigne de la WOP.
Drapeau de la WOP.
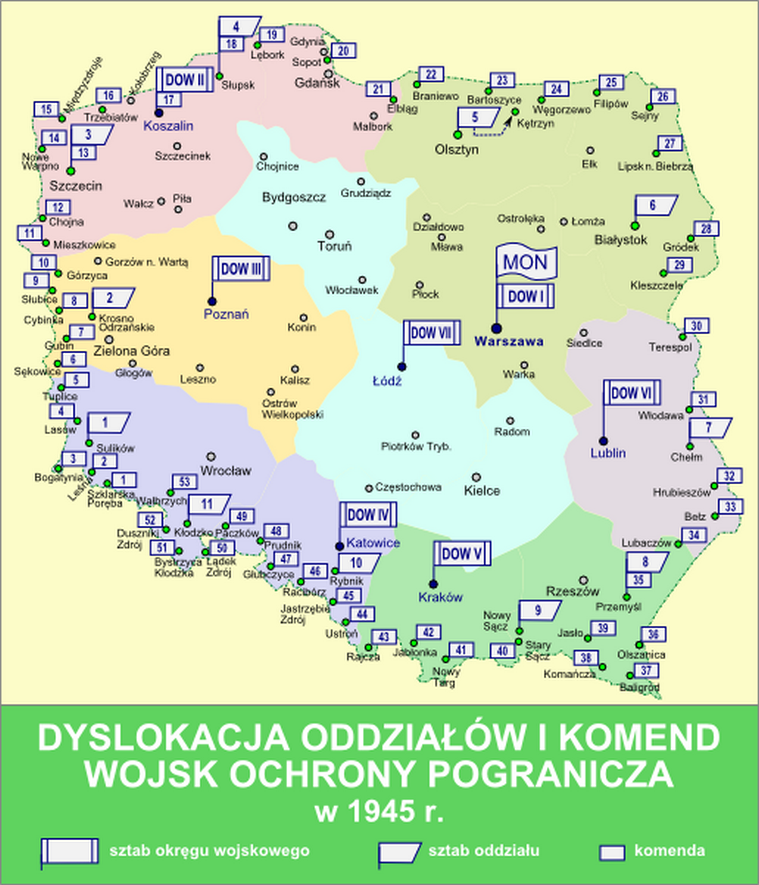
Positions de la WOP en 1945.
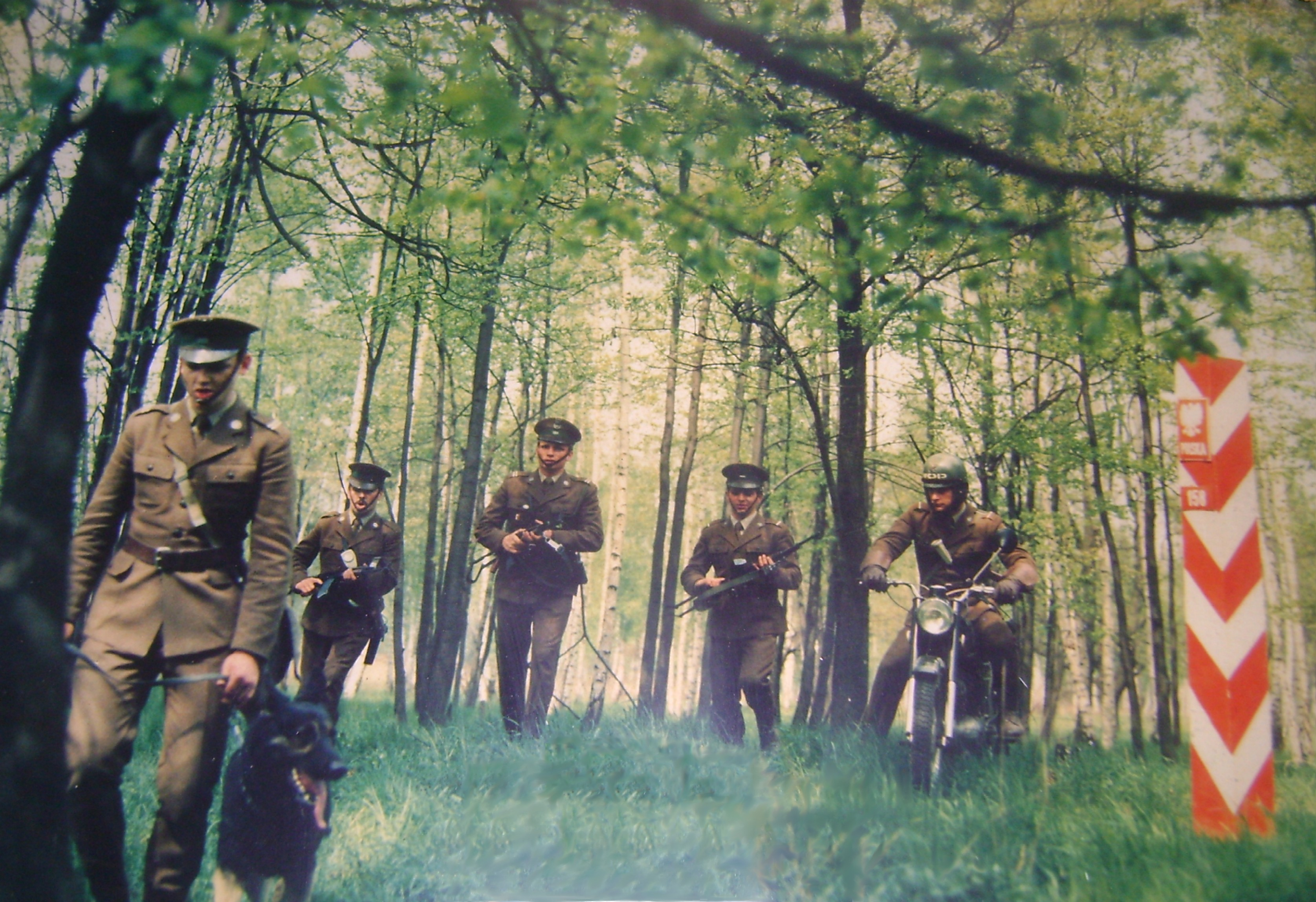
Soldats de la WOP à la frontière avec la RDA.